# Liste der Hamburger Nobelpreisträger
Die Liste der Hamburger Nobelpreisträger nennt in Hamburg geborene Träger des Nobelpreises.

## Friedensnobelpreis
Den Friedensnobelpreis erhielt Carl von Ossietzky (1935).

## Nobelpreis für Chemie
Der Nobelpreis für Chemie wurde verliehen an Otto Diels (1950) und Gerhard Herzberg (1971).

## Nobelpreis für Physik
Den Nobelpreis für Physik bekamen James Franck und Gustav Hertz (1925), Johannes Hans Daniel Jensen (1963) sowie Klaus Hasselmann (2021).